# 콜레스테놀
콜레스테놀(영어: cholestenol)은 쥐의 피부에서 발견되는 스테롤이다. 콜레스테놀은 포유류에서 콜레스테롤로 전환될 수 있다. 델타-7-콜레스테놀은 라토스테롤이라고도 한다.

## 같이 보기
- 콜레스테롤
- 콜레스테인